# アーサー・シュレジンジャー

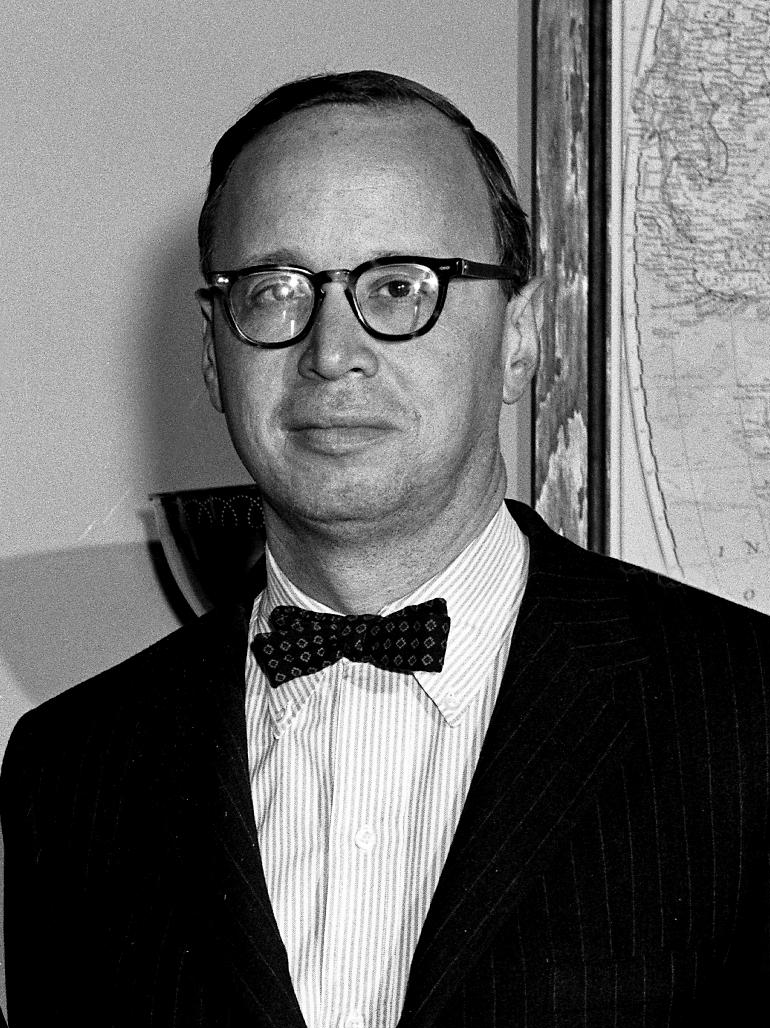
アーサー・シュレジンジャー（1961年）

アーサー・M・シュレシンジャー（Arthur Meier Schlesinger Jr.、1917年10月15日 - 2007年2月28日）は、アメリカ合衆国の歴史家。
オハイオ州コロンバス出身。コロンビア大学よりピューリッツァー賞を2回（1944年と1966年）、全米図書賞を2回（1966年と1979年）、バンクロフト賞及び2003年には4つの自由賞の特別賞を受賞した。
ニューヨーク市立大学名誉教授。自由主義者でジョン・F・ケネディ大統領の補佐官をかつて務めた。間違ってシュレジンジャー、シュレジンガーとも。また、同名の父と区別するため、ジュニアをつける。

## 日本語訳著書
- 『ローズヴェルトの時代（1-3）』（論争社・ぺりかん社, 1962-1966年）
- 『中心――アメリカ自由主義の目的と危機（上・下）』（時事通信社, 1964年）
- 『ケネディ――栄光と苦悩の一千日（上・下）』（河出書房, 1966年）
- 『希望の政治――現実政策の理論的解明（上・下）』（時事通信社, 1966年）
- 『にがい遺産――ベトナム戦争とアメリカ』（毎日新聞社, 1967年）
- 『アーサー・シュレジンガー教授講演集』（日本放送出版協会, 1968年）
- 『信頼の崩壊――思想と権力と暴力について』（読売新聞社, 1969年）
- 『アメリカ史のサイクル（1）外交問題と国益』（パーソナルメディア, 1988年）
- 『アメリカ史のサイクル（2）大統領とリーダーシップ』（パーソナルメディア, 1988年）
- 都留重人監訳 『アメリカの分裂――多元文化社会についての所見』（岩波書店, 1992年）ISBN 4000000500
- 『アメリカ大統領と戦争』（岩波書店, 2005年）